# Scapholebris mucronata
Scapholebris mucronata är en kräftdjursart som först beskrevs av Otto Friedrich Müller 1776.  Scapholebris mucronata ingår i släktet Scapholebris, och familjen Daphniidae. Arten är reproducerande i Sverige.